# Kikarörarna
Kikarörarna är öar i Finland. De ligger i Finska viken och i kommunen Lovisa i landskapet Nyland, i den södra delen av landet. Öarna ligger omkring 74 kilometer öster om Helsingfors.
Arean för den av öarna koordinaterna pekar på är 0,6 hektar och dess största längd är 110 meter i sydväst-nordöstlig riktning. Närmaste större samhälle är Lovisa, 15,7 km norr om Kikarörarna.